# Реальная критика
Реальная критика — этап становления критического реализма в русской литературе 1860-ых годов, направленная на выявление общественной пользы и народности в художественных произведений. Возникла во многом благодаря критическим взглядам Н. Г. Чернышевского и Н. А. Добролюбова. Является продолжением радикального течения натуральной школы, и по совместительству доктриной революционных демократов в общественно-политических кругах.

## История реальной критики

### Критика Белинского
Критика как социальный институт берёт своё начало в 1840-ых годах с расцветом «Гоголевского периода». Этот период характеризуется интересом к жизни бытового человека, сатирой на высшие слои общества (обычно на чиновников) и критике существующего строя (бедность, бюрократия, чинопоклонство). Тип «маленького человека», как пример социального неравенства и безразличия внутри общества, во многом стал результатом этого периода развития реализма. Это отражают и произведения того времени: «Шинель» (1842), «Ревизор» (1836), «Нос» (1836) и «Повесть о капитане Копейкине» Н. В. Гоголя, «Станционный смотритель» (1831) и «Медный всадник» (1837) А. С. Пушкина.

Творчество Гоголя и Пушкина стало фундаментом для критики первой половины XIX века — появилась натуральная школа. Не имевшая чётких критериев для оценок и литературного анализа, вскоре выделились несколько течений,включая радикально-революционное, продвигавшое анти-крепостнические и республиканские идеи. Представителем последнего направления можно считать В. Г. Белинского, рассматривавший критику как «гражданские трибуны», которые должны служить общественным интересам, освещать социальные проблемы. В «Письме Белинского Гоголю» тот резко высказывается о взглядах Гоголя по отношению к самодержавию и крепостничеству, призывая к изображению действительности и служению прогрессу. 
«Критика — наперсница искусства, посвященная в глубочайшие его тайны; в то же время она орган общества, коим оно принимает прекрасные дары искусства и несет их к своему сердцу. Высоко и достославно ее назначение! Две могущественнейшие силы — искусство и дух общественный, опираются на ее мудрость и правоту: одно вверяет ей драгоценнейшее свое достояние — славу, другой — честь и достоинство своих чувствований» — Речь о критике 
В 1848 году само название «натуральная школа» было запрещено цензурой, а со смертью Белинского школа окончательно распалась из-за разногласий в идеологических взглядах и пути развития России.

### Чернышевский иматериалистическая эстетика
В 1853 году в журнал «Современник» сначала приходит, а затем и становится его практическим руководителем Н. Г. Чернышевский. Уже первые статьи его по разбору произведений М. В. Авдеева, содержащие в себе черты «реальной критики» обратили на себя общественное внимание. По свидетельству Е. Я. Колбасина, «произвел целую бурю в литературных кружках». Многие были задеты, другие заинтересованы, все расспрашивали, кто этот критик, осмелившийся так резко разбранить Авдеева, известного в свое время литератора и постоянного сотрудника «Современника».
В 1855 году Чернышевский защитил диссертацию «Эстетические отношения искусства к действительности», в которой излагается манифест новой материалистической эстетики, заявляя, что «истинное» искусство должно иметь общественное значение. В то время в области эстетики господствовала идеалистическая теория, опирающаяся на учение философа-идеалиста Гегеля, а Чернышевский выводит формулу «прекрасное есть жизнь», в которой формулирует основное положение своего взгляда на искусство: «Из определения „прекрасное есть жизнь“ будет следовать, что истинная, величайшая красота есть именно красота, встречаемая человеком в мире действительности, а не красота, создаваемая искусством». По его мнению, основная задача искусства — служить потребностям общества, отражать и объяснять жизнь.

### Создание «реальной критики» Добролюбовым
В 1857 года Н. А. Добролюбов возглавил в журнале «Современник» отдел критики и библиографии. За один только 1858 год он напечатал 75 статей и рецензий. В последующие годы прославился такими статьями, как: «Губернские очерки» (1857), «О степени участия народности в развитии русской литературы» (1858), «Что такое обломовщина?» (1859), «Тёмное царство» (1859), «Когда же придёт настоящий день?» (1860), «Луч света в тёмном царстве» (1860), «Забитые люди» (1861). Главное у Добролюбова в этих статьях – концепция человека, героя времени, смена типов героев времени, разработка типа того «реалиста»-протестанта, который приходит на смену «мечтателям», идеалистам прежнего поколения. В статьях повторялась та смена типов деятелей, которая произошла в действительности. Это был переворот в самой общественной жизни, и он отразился в художественной литературе.
В своём творчестве Добролюбов довёл критические взгляды Белинского и Чернышевского до классически ясных постулатов и приемов анализа с одной целью — выявить общественную пользу художественных произведений, направить всю литературу на всестороннее обличение социальных порядков. Добролюбов настаивал, что задача критики — разъяснение тех явлений действительности, которые затронуло художественное произведение. «Реальная критика» не навязывает автору «чужих явлений» — она относится к произведению точно так же, как к явлениям действительной жизни: изучает их, стараясь определить их собственную норму, собрать их существенные, характерные черты.

### Писарев и практическая польза эстетики
Прямым последователем Добролюбова и Чернышевского считается Д. И. Писарев, отличавшийся эмпиризмом, предельным утилитаризмом и антиэстетизмом. Характерной чертой Писаревской критики стало обращение к естественным наукам, требование к прямой пользе и "экономии умственных сил".
Главный тезис Писарева относительно эстетики заключался в следующем: эстетика как наука о прекрасном при дальнейшем развитии знаний должна исчезнуть, раствориться в физиологии. Теперь, считает Писарев, остается только «добить» и беллетристику. Ее надо заменить ясно написанными, дельными научными статьями. Подобные идеи видно в его статьях: «Базаров» (1862), «Мотивы русской драмы» (1864), «Реалисты» (1864), «Пушкин и Белинский» (1865), «Посмотрим!» (1865), «Разрушение эстетики» (1865).

### Закат «реальной критики» и её наследие
С концом 1860-ых и началом 1870-ых революционные демократы стали менять свою риторику, становясь народниками. Это отразилось и на «реальной критике» — она стала народнической, проявляя устойчивую симпатию к социальным тенденциям литературы, затрагивающим по преимуществу интересы низшего сословия, мужика, в первую очередь. Позднее реальную критику развивало новое поколение критиков-радикалов: таких как В. А. Зайцев и Н. К. Михайловский — редактор (с 1892 года) народнического журнала «Русское богатство» продолжал традицию критиков-шестидесятников, выделяя в литературе в первую очередь нравственно-идеологический и общественно-политический аспекты. Впоследствии марксистская критика рубежа XIX-XX веков тоже использовала определенные аналитические инструменты, выработанные Добролюбовым и другими.

Известный публицист и народник П. Н. Ткачёв высказывался о термине «реальной критики» в своей работе «Принципы и задачи реальной критики» следующим образом:
Реальная критика потому, собственно, и называется реальною, что она старается по возможности держаться строго объективной почвы, тщательно избегая всяких произвольных, субъективных толкований...Следовательно, критика литературного творчества, если она желает стоять на строго реальной почве, на почве объективных наблюдений и научных выводов, иными словами, если она хочет быть критикою реальною, а не метафизическою, объективно-научною, а не субъективно-фантастическою, она должна ограничить сферу своего анализа лишь вопросами, допускающими в настоящее время научное, объективное решение. 